# Kyōgen

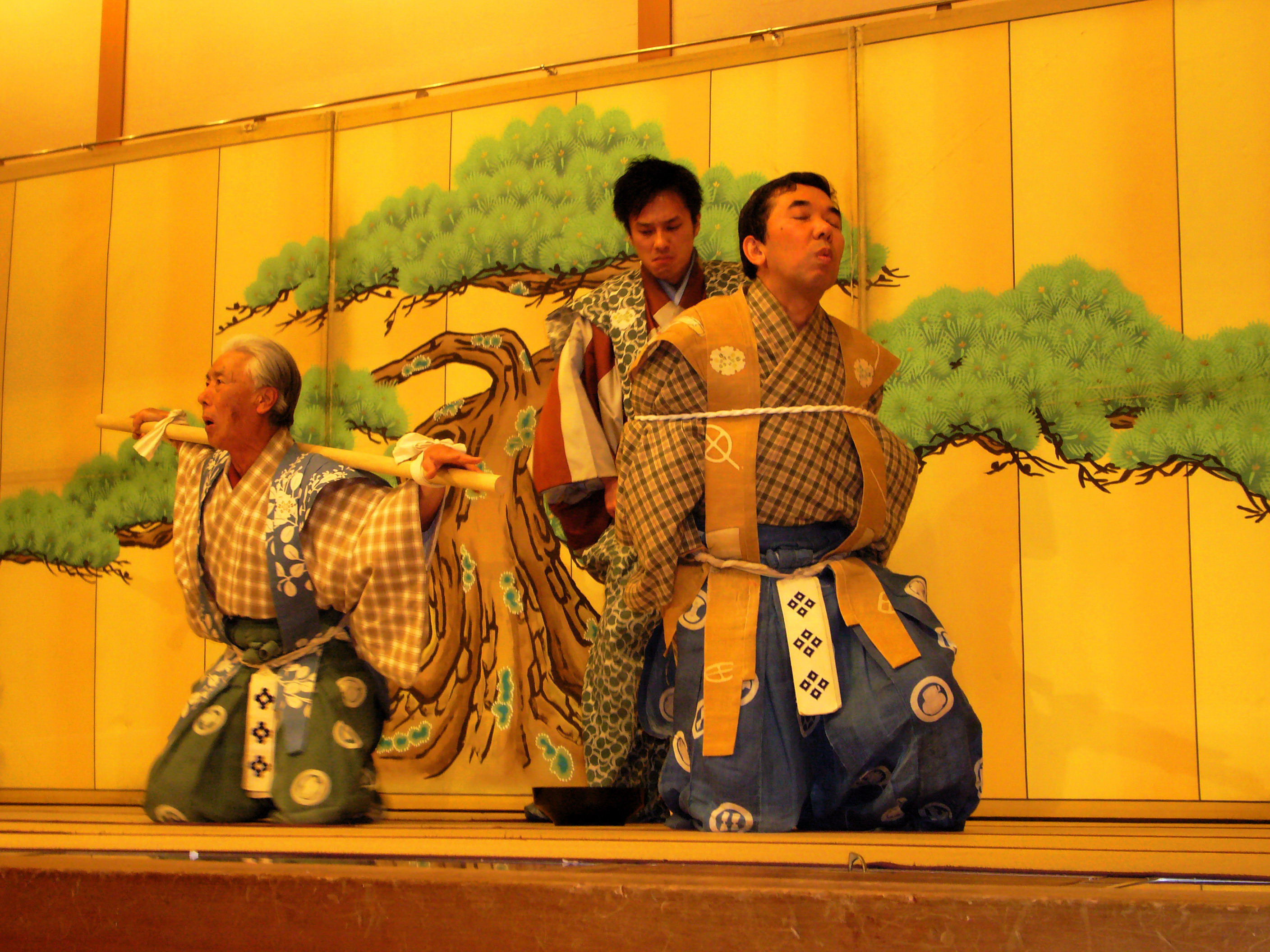
Kyōgen-Aufführung

Kyōgen (jap. 狂言, wörtlich: „verrückte Worte; wilde Sprache“) ist eine Form des traditionellen japanischen Theaters. Es entwickelte sich zusammen mit dem Nō-Theater aus dem Sarugaku (猿楽), wurde zusammen mit Nō-Stücken als eine Art heiteres Zwischenspiel zwischen den Akten des Nō aufgeführt (häufig als sogenanntes Aikyōgen, 間狂言) und behält bis heute seine enge Beziehung zu Nō. Deshalb wird es manchmal als Nō-Kyōgen bezeichnet. Sein Inhalt ist jedoch dem formalen, symbolischen und ernsthaften Nō-Theater ganz und gar nicht ähnlich. Kyōgen ist – bis auf wenige Ausnahmen – eine komische Form, sein Hauptziel ist es, das Publikum zum Lachen, oder besser gesagt zum Schmunzeln zu bringen. Kyōgen und Nō wurden im Jahr 2001 unter dem Sammelbegriff Nōgaku gemeinsam in die UNESCO-Liste der Meisterwerke des mündlichen und immateriellen Erbes der Menschheit aufgenommen und 2008 in die Repräsentative Liste des immateriellen Kulturerbes der Menschheit übernommen.

## Geschichte
Man nimmt an, dass der Archetyp des Kyōgen von einer Form der chinesischen Unterhaltung abstammt, die in der Nara-Zeit als Teil der Sangaku genannten darstellenden Künste nach Japan kam. Diese Urform entwickelte sich bald zum Sarugaku, welches ursprünglich sowohl ernsthaftes Drama als auch heitere Komödie beinhaltete. Bis zum 14. Jahrhundert hatten sich diese beiden Formen des Sarugaku schließlich begrifflich in Nō und Kyōgen gespalten.
Kyōgen übte auf die spätere Entwicklung des Kabuki-Theaters erheblichen Einfluss aus. Nachdem die früheren, derben Formen des Kabuki Mitte des 17. Jahrhunderts verboten worden waren, erlaubte die Regierung die Etablierung des neuen yarō-kabuki (Männer-Kabuki) nur aus dem Grunde, dass dieses die Anzüglichkeiten der früheren Kabuki-Formen vermied und sich am inzwischen zahmer gewordenen Kyōgen orientierte.
Nō war die offizielle Form der Unterhaltung in der Edo-Zeit und wurde deshalb von der Regierung unterstützt. Kyōgen, das in Zusammenhang mit Nō ausgeübt wurde, profitierte von dieser Förderung durch die Regierung und die Oberklasse. Bis in die frühe Edo-Zeit hatte es eine Unmenge an Schulen und „Sekten“ gegeben, getragen von verschiedenen Familien oder Unterfamilien. Unter der Tokugawa-Regierung wurden diese in die drei großen, etablierten Kyōgen-Schulen (狂言流) eingegliedert. Nach der Meiji-Restauration hörte die Unterstützung jedoch auf und das Interesse am Kyōgen sank. Nō und Kyōgen gerieten deshalb in Verfall, da viele Japaner eher von den „modernen“ westlichen Kunstformen angezogen wurden. 1879 bekundeten jedoch der frühere US-Präsident Ulysses S. Grant und seine Frau bei einem Besuch Japans Interesse an der traditionellen Kunst des Nō. Sie sollen die ersten US-Amerikaner gewesen sein, die Nō- und Kyōgen-Aufführungen gesehen haben, und sollen die Vorstellung genossen haben. Dies, so glaubt man, löste ein erneuertes Interesse an diesen Theaterformen aus. Dennoch überlebte eine der drei etablierten Schulen, die Sagi-Schule (鷺流, Sagi-ryū), diese Zeit nicht. Obwohl noch hin und wieder Kyōgen nach Art der Sagi-Schule aufgeführt werden, sind die Ōkura-Schule (大蔵流, Ōkura-ryū) und die Izumi-Schule (和泉流, Izumi-ryū) diejenigen großen beiden die heute noch Kyōgen aufführen.
Es gibt heute zwei Formen des Kyōgen: aikyōgen (間狂言) und honkyōgen (本狂言). Wie bereits erwähnt, werden Aikyōgen zusammen mit Nō-Stücken aufgeführt und haben die Funktion, nochmals kurz die Figuren und Handlungen der meist etwas schwierigeren, melancholisch-dramatischen Nō-Stücke auf lockere, oft heitere Art und in einfacherer Sprache darzustellen. Daher wird Aikyōgen meist als Brücke zwischen dem ersten und dem zweiten Akt eines Nō-Stückes aufgeführt. Nicht selten ist ein solches Aikyōgen aber auch eine Farce oder eine Posse des Nō-Stückes, welches es begleitet. Das Honkyōgen hingegen ist eigenständiger und wird oft als eigenes Theater ohne Nō aufgeführt. Hier stehen meist die bereits erwähnten Alltagsgeschichten in der Form von Possen, Farcen oder Satiren im Mittelpunkt. Doch auch Götter oder bakemono (Geister, Gestaltwandler usw.), ja sogar Enma-ō, der König der Unterwelt, werden zotenhaften auf der Bühne dargestellt, wodurch die in Japan so häufig thematisierte Welt des Numinosen einen Teil ihrer Unheimlichkeit und Abstraktheit verliert. Von den Honkyōgen-Stücken haben die beiden großen Schulen schätzungsweise 260 dauerhaft in ihrem Repertoire, darunter das vor allem aufgrund seiner schwierigen Aufführungstechniken und seiner dramatisch-komödiantischen Handlung geschätzte Tsurigitsune (釣狐, „Die Fuchsfalle“).

## Elemente des Kyōgen
Wie beim Nō und Kabuki sind alle Schauspieler im Kyōgen, auch in weiblichen Rollen, erwachsene Männer. In einigen Stücken wie dem berühmten Utsubo-zaru („Der Affenhautköcher“, 靭猿) sind jedoch auch Kinderspieler vorgesehen, immerhin beginnt die Ausbildung eines professionellen Kyōgen-Spielers bereits im oder sogar kurz vor dem Kindergartenalter.
Kyōgen-Stücke sind meist kürzer als Nō-Stücke, d. h. in der Regel nicht mehr als 45 Minuten, und haben oft nur 2–3 Rollen, oft Standardtypen. Der Hauptspieler wird als shite (シテ), die Nebenspieler werden als ado (アド) bezeichnet. Dabei ist in vielen Stücken der Hauptspieler keineswegs synonym mit der „Hauptrolle“ insofern, als man die anderen Rollen vernachlässigen oder ersetzen könnte. Im Stück Shidōhōgaku („Das widerspenstige Pferd“, 止動方角) beispielsweise haben wir es mit vier Charakteren zu tun: dem Diener (tarōkaja, 太郎冠者), dem Herrn (shujin, 主人), dem älteren Onkel (oji, 伯父) und dem Pferd (uma, 馬). Der Hauptspieler gibt zwar den Diener, welcher auch die zentrale Rolle einnimmt, doch ohne die Figuren des Herren und des Pferdes ist dieses Stück weder umzusetzen, noch zu verstehen.
Aufgeführt wird das Kyōgen auf einer Nō-Bühne, deren vier Hauptelemente die Hauptbühne honbutai (本舞台) oder auch nur butai (舞台), die „Brücke“ hashigakari (橋懸り/橋掛り), die als Weg zur Hauptbühne und als deren Erweiterung fungiert, der Chor-Platz jiutai-za (地謡座), auf dem der Chor sitzt, und der „Hintere Platz“ ato-za (後座) oder auch der „Querboden“ yoko-ita (横板), auf dem die Musikbegleitung sitzt, sind. Im Kyōgen spielen allerdings der ato-za und der jiutai-za nur eine untergeordnete Rolle und auch die Sitzordnung auf diesen Bühnenteilen unterscheidet sich von der des Nō.
Bewegungen und Dialoge im Kyōgen sind meist stark übertrieben und machen die Handlung dadurch leicht verständlich. Elemente des Slapstick oder der Satire sind in den meisten Stücken vorhanden. Einige von ihnen sind Parodien von buddhistischen oder Shintō-Ritualen, andere sind verkürzte, lebhaftere, vereinfachte Formen von Nō-Stücken, viele entstanden nach japanischer Folklore oder nach Volksgeschichten.
Kyōgen wird zwar gelegentlich mit musikalischer Begleitung, besonders Flöte, Trommeln und Gong, aufgeführt. Der Schwerpunkt der Stücke liegt aber eher auf Dialog und Handlung statt auf Musik und Tanz, weshalb japanische Nō- und Kyōgenforscher das Kyōgen meist dem Sprechtheater zuordnen.
Die Schauspieler tragen – im Gegensatz zu Nō – in der Regel keine Gesichtsmasken, es sei denn, sie spielen die Rolle einer Frau, eines Tieres (wie eines Tanuki oder Kitsune), eines Gottes oder eines Ungeheuers (Geister, Dämonen etc.). Folglich herrscht im Kyōgen weniger Vielfalt was die Gesichtsmasken/Larven (kamen, 仮面) angeht als im Nō. Die Masken und Kostüme sind meist einfacher als ihre Nō-Gegenstücke. Darüber hinaus werden nur wenige Requisiten und ein minimalistisches oder gar kein Bühnenbild verwendet.